# ミス・メイ・アイ
ミス・メイ・アイ（Miss May I）は、アメリカ合衆国出身のメタルコア・バンド。

## 略歴
2006年に結成。この時のメンバーの平均年齢は16歳だった。その後、2007年に『Vows for a Massacre』を、2008年には『Demo』と名付けられた2枚の自主制作EPを立て続けにリリースする。ほどなくしてライズ・レコードと契約。
2009年6月23日、デビュー・アルバム『Apologies Are for the Weak』をリリース。離脱していたライアン・ネフが復帰。
2010年8月17日、セカンド・アルバム『Monument』をリリースし、全米ビルボードアルバムチャートにて初登場76位を記録する。
2012年、サード・アルバム『At Heart』をリリース。
2014年、アルバム『ライズ・オブ・ザ・ライオン』をリリース。米国モンスターエナジー社が主催するパッケージツアー「MONSTER ENERGY OUTBURN TOUR 2014」出演にて初来日を果たし、同年11月にスリップノット主催「ノットフェスト」日本公演にも参加。
2015年、アルバム『Deathless』をリリース。
2017年、レーベル「SharpTone Records」に移籍し、アルバム『シャドウズ・インサイド』をリリース。

## メンバー

### 現ラインナップ
- リーヴァイ・ベントン（Levi Benton） - ボーカル (2006年– )
- ジャスティン・オフデムケンプ（Justin Aufdemkampe） - リード・ギター (2006年– )
- BJ・ステッド（B.J. Stead）  - リズム・ギター (2006年– )
- ライアン・ネフ（Ryan Neff） - ベース、クリーン・ボーカル (2006年–2007年、2009年– )
- ジェロド・ボイド（Jerod Boyd） - ドラム (2006年– )

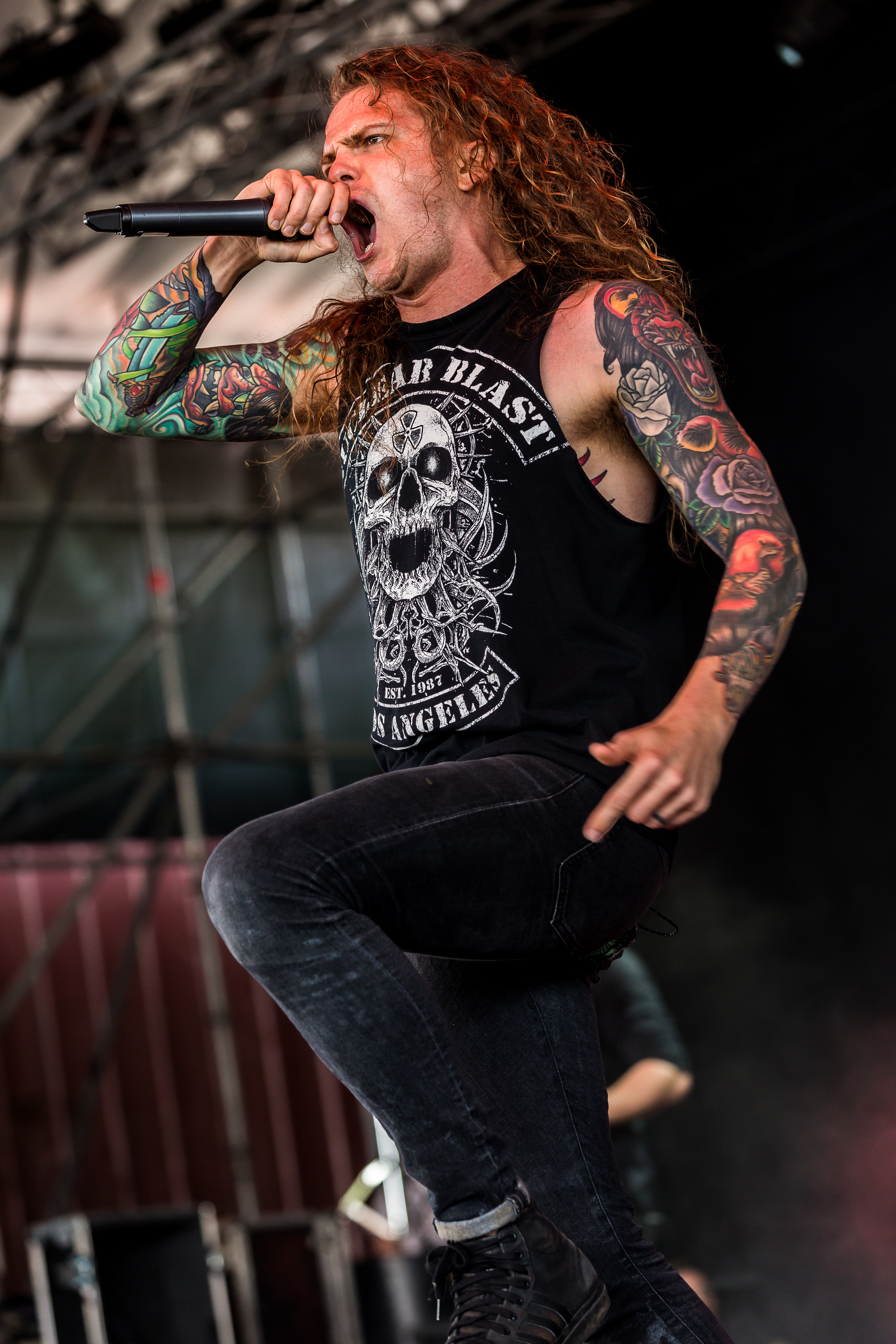
リーヴァイ・ベントン (Vo) 2018年
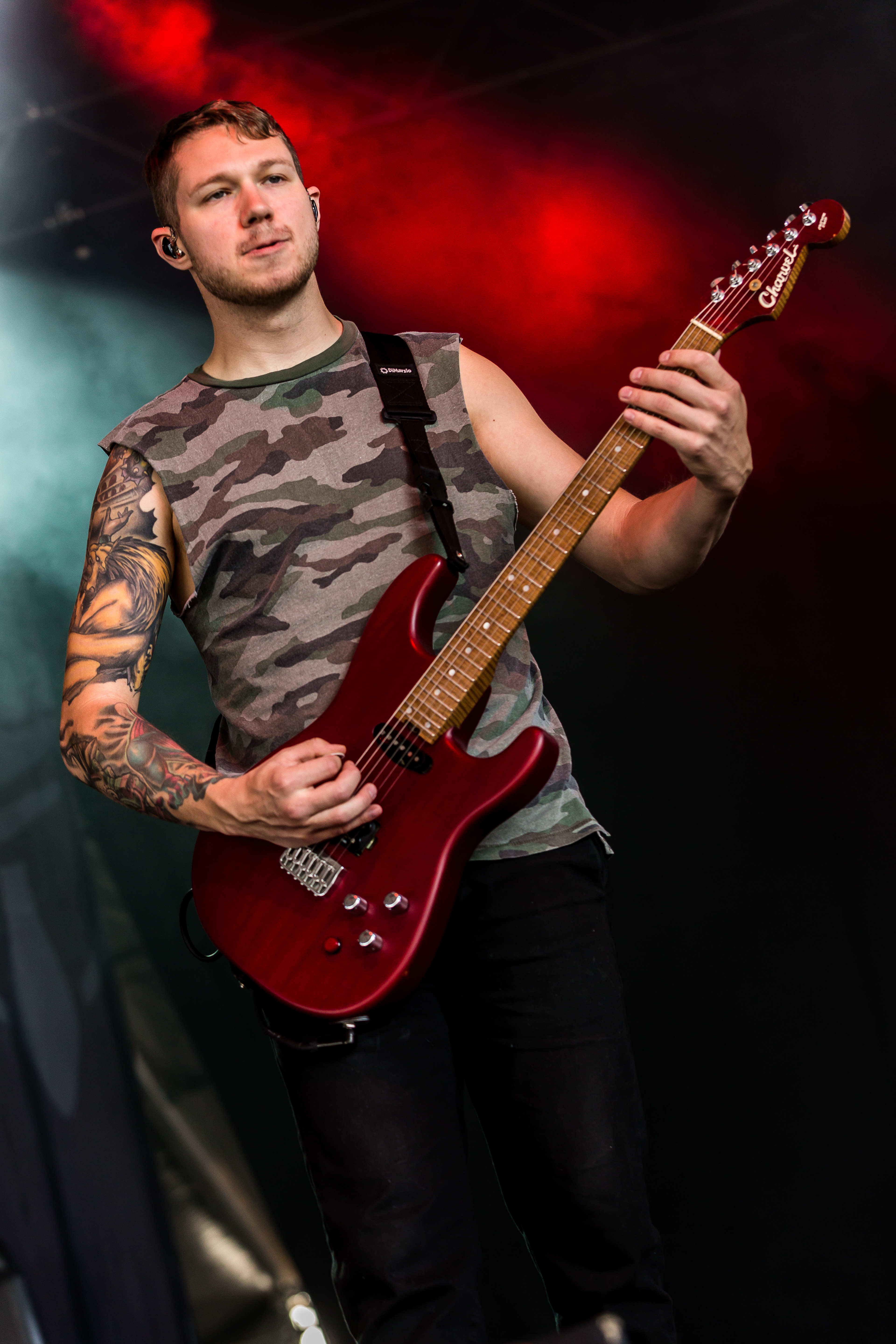
ジャスティン・オフデムケンプ (G) 2018年
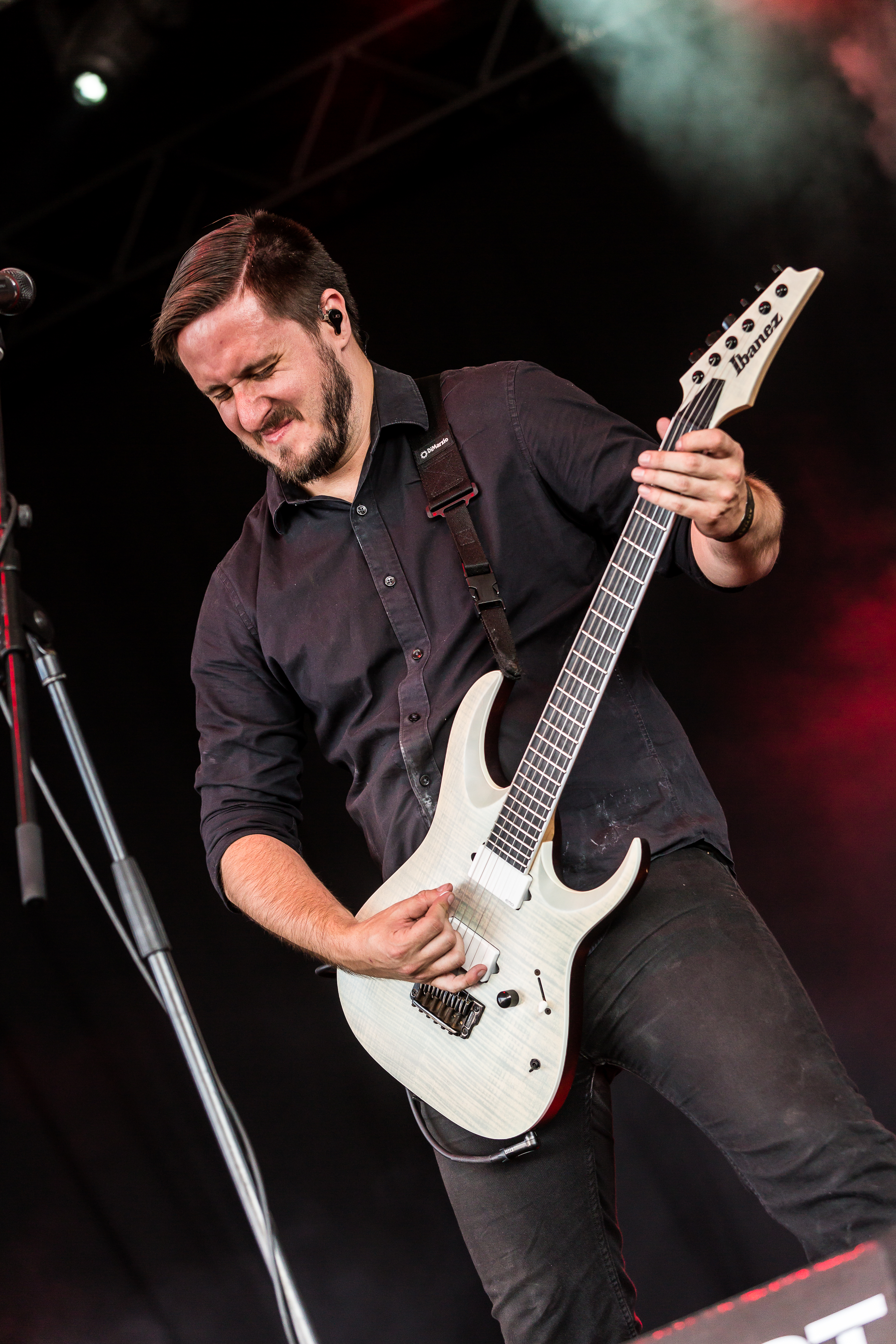
BJ・ステッド (G) 2018年
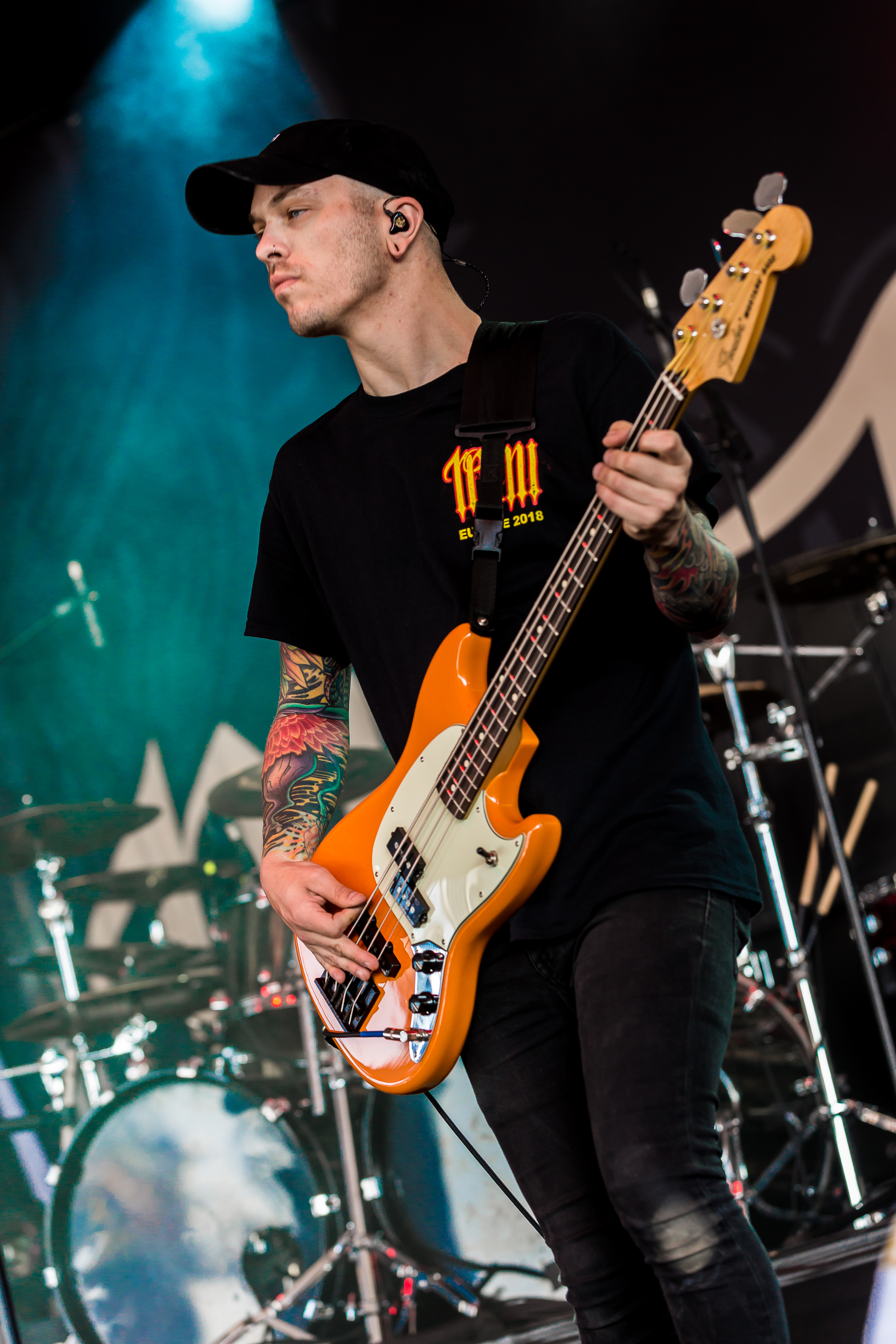
ライアン・ネフ (B) 2018年
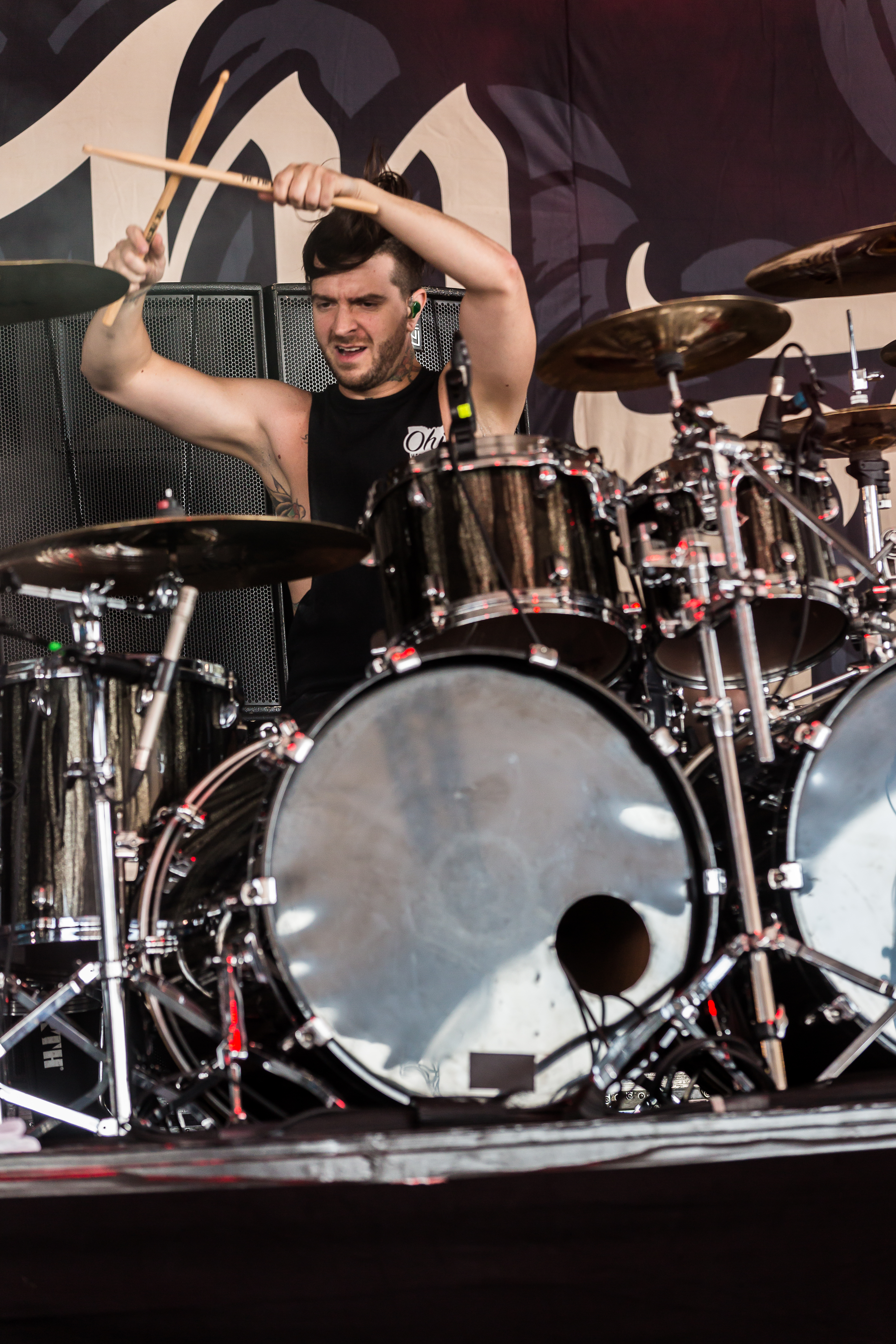
ジェロド・ボイド (Ds) 2018年

### 旧メンバー
- ジョシュ・ガレスピー（Josh Gillespie） - ベース、クリーン・ボーカル (2007年–2009年)

## ディスコグラフィ

### スタジオ・アルバム
- Apologies Are for the Weak (2009年、Rise)
- Monument (2010年、Rise)
- At Heart (2012年、Rise)
- 『ライズ・オブ・ザ・ライオン』 - Rise of the Lion (2014年、Rise)
- Deathless (2015年、Rise)
- 『シャドウズ・インサイド』 - Shadows Inside (2017年、SharpTone)
- Curse of Existence (2022年、SharpTone)

### EP
- Vows for a Massacre (2007年)
- Demo 2008 (2008年)